# Wojciech Jaszczołd
Wojciech Jaszczołd (ur. 1763 w Jaszczołtach, zm. 22 marca 1821 w Warszawie) – polski rzeźbiarz, rysownik i malarz, zajmujący się również architekturą. Projektował wyposażenie wnętrz zamkowych oraz założenia parkowe, m.in. w Arkadii i Puławach.
Brak jest wiadomości o jego okresie młodzieńczym. Prawdopodobnie swoje umiejętności zdobył podczas pobytów we Francji i Włoszech. Był uczniem Marcello Bacciarellego i Franciszka Smuglewicza.
Od roku 1813 pracował na zlecenie Stanisława Kostki Potockiego w Wilanowie, gdzie zajmował się pałacową galerią malarstwa i stworzył Gabinet Chiński.
Został pochowany na nieistniejącym obecnie Cmentarzu Świętokrzyskim. Jego synem był architekt Franciszek Jaszczołd (1808–1873).

## Dzieła (wybór)
- Wnętrza kościoła w Puławach
- Wnętrza świątyni Sybilli w Puławach
- Apartamenty Ordynacji Zamoyskiej w Warszawie dla Stanisława Kostki Zamoyskiego
- Obraz św. Antoniego w kościele Reformatów w Kazimierzu Dolnym.